# Djurgårdens IF Fotboll 2015
Djurgårdens herrlag i fotboll tävlar under säsongen 2015 i Allsvenskan och i Svenska cupen.

## Truppen

### Tränarstab
- Manager:  Pelle Olsson
- Assisterande tränare:  Anders Johansson
- Målvaktstränare:  Kjell Frisk
- Fysioterapeut:  Christian Schumacher
- Naprapat:  Christian Andersson

| Nr | Nat      | Spelare                     | Position    | Född       | Längd  | I DIF sedan            | Kontrakt till | Kom från                | Moderklubb           |
| -- | -------- | --------------------------- | ----------- | ---------- | ------ | ---------------------- | ------------- | ----------------------- | -------------------- |
| 12 | Norge    | Kenneth Høie                | Målvakt     | 1979-09-11 | 189 cm | 2012*                  | 2016-12-31    | IF Elfsborg             | FK Haugesund         |
| 23 | Sverige  | Hampus Nilsson              | Målvakt     | 1990-07-17 | 190 cm | 2013                   | 2014-12-31    | Helsingborgs IF         | IFK Osby             |
| 25 | Sverige  | Oscar Jonsson               | Målvakt     | 1997-01-24 | 187 cm | 2015                   |               | IK Brage                | Svegs IK             |
| 2  | Sverige  | Jesper Arvidsson            | Back        | 1985-01-01 | 181 cm | 2013                   | 2016-12-31    | Åtvidabergs FF          | Götene IF            |
| 3  | Sverige  | Fredrik Stenman             | Back        | 1987-06-02 | 187 cm | 2014* (och 2003*-2005) | 2015-12-31    | Club Brugge KV          | Munktorps BK         |
| 5  | Sverige  | Stefan Karlsson             | Back        | 1988-12-15 | 178 cm | 2014                   | 2016-12-31    | Östers IF               | Växjö Norra IF       |
| 13 | Sverige  | Emil Bergström              | Back        | 1993-05-19 | 187 cm | 2011                   | 2014-12-31    | Djurgårdens IF Juniorer | Spånga IS            |
| 14 | Sverige  | Elliot Käck                 | Back        | 1989-09-18 | 173 cm | 2015                   | 2017-12-31    | IK Sirius               | Djurgårdens IF       |
| 15 | Gambia   | Omar Colley                 | Back        | 1992-10-24 | 192 cm | 2015                   | 2017-12-31    | KuPS                    | Wallidan FC          |
| 17 | Sverige  | Tim Björkström              | Back        | 1991-10-08 | 180 cm | 2015                   | 2017-12-31    | IF Brommapojkarna       | Hanvikens SK         |
| 31 | Sverige  | Kevin Deeromram (utlånad)   | Back        | 1997-09-11 | 183 cm | 2014                   | 2014-12-31    | Djurgårdens IF Juniorer | IFK Haninge          |
| 33 | Sverige  | Jakob Glasberg (utlånad)    | Back        | 1995-07-07 | 186 cm | 2014                   |               | Djurgårdens IF Juniorer | IK Frej              |
| 34 | Sverige  | Frej Ersa Engberg (utlånad) | Back        | 1995-05-05 | 182 cm | 2014                   |               | Djurgårdens IF Juniorer | Danderyds SK         |
| 6  | Sverige  | Alexander Faltsetas         | Mittfältare | 1987-07-04 | 181 cm | 2014                   | 2016-12-31    | Gefle IF                | Västra Frölunda IF   |
| 7  | Sverige  | Martin Broberg (lämnat)     | Mittfältare | 1990-11-24 | 184 cm | 2012                   | 2015-12-31    | Degerfors IF            | Karlskoga SK         |
| 7  | Sydkorea | Seon-Min Moon               | Mittfältare | 1992-06-09 | 170 cm | 2015*                  | 2018-12-31    | Östersunds FK           | Nike Academy         |
| 8  | Sverige  | Kevin Walker                | Mittfältare | 1989-08-03 | 177 cm | 2015                   | 2017-12-31    | GIF Sundsvall           | Varbergs BoIS        |
| 9  | Sverige  | Haris Radetinac             | Mittfältare | 1985-10-28 | 187 cm | 2013*                  | 2016-12-31    | Mjällby AIF             | FK Novi Pazar        |
| 10 | Norge    | Daniel Berntsen             | Mittfältare | 1993-04-04 | 175 cm | 2015                   | 2017-12-31    | Rosenborgs BK           | FK Bodø/Glimt        |
| 18 | Sverige  | Kerim Mrabti                | Mittfältare | 1994-05-20 | 175 cm | 2015                   | 2018-12-31    | IK Sirius               | Enköpings SK         |
| 19 | Sydkorea | Soo Yong-Yoon               | Mittfältare | 1995-12-10 | 183 cm | 2015                   | 2017-12-31    | Nike Academy            | Nike Academy         |
| 22 | Sverige  | Jesper Karlström            | Mittfältare | 1995-10-21 | 182 cm | 2015                   | 2018-12-31    | IF Brommapojkarna       | IF Brommapojkarna    |
| 32 | Sverige  | Tim Söderström (utlånad)    | Mittfältare | 1994-01-04 | 189 cm | 2011                   |               | Djurgårdens IF Juniorer | Djurö/Vindö IF       |
| 33 | Sverige  | Besard Sabovic              | Mittfältare | 1998-01-05 | 186 cm | 2015                   | 2017-12-31    | IF Brommapojkarna       | IF Brommapojkarna    |
| 11 | Sverige  | Amadou Jawo                 | Anfallare   | 1984-09-26 | 175 cm | 2013                   | 2018-12-31    | IF Elfsborg             | IK Frej              |
| 16 | Sverige  | Sebastian Andersson         | Anfallare   | 1991-07-15 | 190 cm | 2014*                  | 2017-12-31    | Kalmar FF               | Vinslövs IF          |
| 20 | Liberia  | Sam Johnson                 | Anfallare   | 1993-05-06 | 180 cm | 2015                   | 2018-12-31    | IK Frej                 | Nimba FC             |
| 21 | Zimbabwe | Nyasha Mushekwi (lämnat)    | Anfallare   | 1987-08-21 | 188 cm | 2015                   | 2015-08-31    | Mamelodi Sundowns FC    | CAPS United          |
| 24 | Zimbabwe | Tinotenda Kadewere          | Anfallare   | 1996-01-05 | 183 cm | 2015*                  | 2019-12-31    | Harare City FC          | Prince Edward School |

## Allsvenskan
| Omgång | Datum               | Motståndare     | H/B | Resultat | Målskyttar | Varningar                              | Domare               | Publik | Arena            | Position |
| ------ | ------------------- | --------------- | --- | -------- | --- | -------------------------------------- | -------------------- | ------ | ---------------- | -------- |
| 1      | Lördag 5 april      | IF Elfsborg     | H   | 1-2      | Berntsen 81' (Andersson)                                                                                                   | Faltsetas 40', Mrabti 89'              | Martin Strömbergsson | 20 530 | Tele2 Arena      | 11       |
| 2      | Torsdag 9 april     | BK Häcken       | B   | 1-1      | Mushekwi 58' (Mrabti) | Berntsen 60', Bergström 76'            | Markus Strömbergsson | 3 417  | Gamla Ullevi     | 10       |
| 3      | Måndag 13 april     | Hammarby IF FF  | B   | 1-2      | Johnson 26' (Arvidsson) | Bergström 90+4'                        | Michael Lerjéus      | 27 597 | Tele2 Arena      | 13       |
| 4      | Fredag 17 april     | Kalmar FF       | H   | 1-0      | Mushekwi 77' (Johnson) |                                        | Glenn Nyberg         | 10 369 | Tele2 Arena      | 9        |
| 5      | Söndag 26 april     | GIF Sundsvall   | B   | 2-0      | Colley 52' (nick) (Karlström), Mushekwi 63' (nick) (Björkström)                                                            |                                        | Per Melin            | 6 510  | Norrporten Arena | 7        |
| 6      | Onsdag 29 april     | Falkenbergs FF  | H   | 3-1      | Mushekwi (2) 67' (nick), 73', Berntsen 77'                                                                                 | Mushekwi 31'                           | Jonas Eriksson       | 9 076  | Tele2 Arena      | 7        |
| 7      | Söndag 3 maj        | Gefle IF        | H   | 5-1      | Arvidsson (straff) 6', Berntsen 21' (Mrabti), Walker 40' (Radetinac), Colley 52' (nick) (Berntsen), Andersson 68' (Mrabti) | Colley 58'                             | Glenn Nyberg         | 11 190 | Tele2 Arena      | 5        |
| 8      | Måndag 11 maj       | Åtvidabergs FF  | B   | 3-2      | Berntsen 28' (Mushekwi), Mushekwi (2) 64' (nick) (Radetinac), 85' (nick) (Björkström)                                      | Walker 72'                             | Markus Strömbergsson | 4 346  | Kopparvallen     | 4        |
| 9      | Måndag 18 maj       | Halmstads BK    | B   | 3-2      | Bergström 14', Mushekwi (2) 75' (nick) (Radetinac), 90+2' (Radetinac)                                                      | Bergström 11' Walker 36'               | Andreas Ekberg       | 3 855  | Örjans Vall      | 3        |
| 10     | Måndag 25 maj       | AIK FF          | H   | 2-2      | Mrabti (2) 54' (Radetinac), 83' (Johnson)                                                                                  |                                        | Stefan Johannesson   | 27 137 | Tele2 Arena      | 3        |
| 11     | Måndag 1 juni       | IFK Göteborg    | B   | 0-0      | | Radetinac 33', Høie 71', Arvidsson 71' | Martin Strömbergsson | 14 598 | Gamla Ullevi     | 5        |
| 12     | Torsdag 4 juni      | IFK Norrköping  | H   | 1-1      | Johnson 36' (Mushekwi) | Faltsetas 51', Radetinac 88'           | Martin Strömbergsson | 17 902 | Tele2 Arena      | 5        |
| 13     | Söndag 7 juni       | Malmö FF        | B   | 1-1      | Mushekwi 39' (Arvidsson)                                                                                                   | Faltsetas 27'                          | Andreas Ekberg       | 20 648 | Swedbank Stadion | 5        |
| 14     | Lördag 4 juli       | Örebro SK       | H   | 2-0      | Berntsen 5', Johnson 22'                                                                                                   | Berntsen 25'                           | Stefan Johannesson   | 13 809 | Tele2 Arena      | 4        |
| 15     | Måndag 13 juli      | Helsingborgs IF | B   | 1-0      | Mushekwi 67' (nick) (Berntsen)                                                                                             | Jawo 60', Walker 74'                   | Bojan Pandžić        | 9 234  | Olympia          | 4        |
| 16     | Måndag 20 juli      | Åtvidabergs FF  | H   | 0-0      | | Arvidsson 90+2'                        | Jonas Eriksson       | 13 065 | Tele2 Arena      | 4        |
| 17     | Måndag 27 juli      | Örebro SK       | B   | 1-0      | Arvidsson 77' | Colley 34', Mushekwi 61'               | Johan Hamlin         | 11 171 | Behrn Arena      | 4        |
| 18     | Lördag 1 augusti    | BK Häcken       | H   | 2-1      | Johnson (2) 6' (Mushekwi), 84'                                                                                             | Johnson 85'                            | Kristoffer Karlsson  | 13 066 | Tele2 Arena      | 3        |
| 19     | Måndag 10 augusti   | AIK FF          | B   | 0-1      | | Arvidsson 63', 74' (rött)              | Markus Strömbergsson | 39 387 | Friends Arena    | 4        |
| 20     | Söndag 16 augusti   | IF Elfsborg     | B   | 0-2      | | Johnson 67'                            | Mohammed Al-Hakim    | 10 396 | Borås Arena      | 6        |
| 21     | Måndag 24 augusti   | Hammarby IF FF  | H   | 2-2      | Arvidsson (straff) 58', Mushekwi 78' (nick) (Björkström)                                                                   | Colley 13'                             | Markus Strömbergsson | 27 428 | Tele2 Arena      | 6        |
| 22     | Lördag 29 augusti   | Halmstads BK    | H   | 4-2      | Andersson 24' (Berntsen), Moon 45+4' (Andersson), Johnson 47' (Moon), Berntsen (frispark) 56'                              |                                        | Michael Lerjéus      | 12 440 | Tele2 Arena      | 6        |
| 23     | Måndag 14 september | Gefle IF        | B   | 1-2      | Bergström 84' (Mrabti) | Björkström 23', Moon 28'               | Mohammed Al-Hakim    | 5 386  | Strömvallen      | 6        |
| 24     | Söndag 20 september | Malmö FF        | H   | 0-2      | | Faltsetas 34'                          | Markus Strömbergsson | 20 019 | Tele2 Arena      | 6        |
| 25     | Onsdag 23 september | IFK Norrköping  | B   | 2-4      | Andersson 58' (Mrabti), Arvidsson (straff) 68'                                                                             |                                        | Bojan Pandžić        | 12 322 | Nya Parken       | 6        |
| 26     | Måndag 28 september | Helsingborgs IF | H   | 2-2      | Mrabti 20' (Johnson), Johnson 29' (Käck)                                                                                   | Walker 38'                             | Andreas Ekberg       | 8 772  | Tele2 Arena      | 6        |
| 27     | Söndag 4 oktober    | Kalmar FF       | B   | 3-0      | Johnson 31', Mrabti 52' (Stenman), Karlström 90+1' (Berntsen)                                                              | Karlsson 22', Berntsen 32', Mrabti 73' | Bojan Pandžić        | 6 744  | Guldfågeln Arena | 6        |
| 28     | Måndag 19 oktober   | IFK Göteborg    | H   | 2-2      | Johnson 60' (Karlsson), Walker (straff) 84'                                                                                | Mrabti 90+1'                           | Mohammed Al-Hakim    | 14 018 | Tele2 Arena      | 6        |
| 29     | Lördag 24 oktober   | Falkenbergs FF  | B   | 2-0      | Colley 65', Andersson 82' (Walker)                                                                                         | Käck 44'                               | Johan Hamlin         | 3 373  | Falkenbergs IP   | 6        |
| 30     | Lördag 31 oktober   | GIF Sundsvall   | H   | 4-2      | Andersson (3) 9' (nick) (Karlström), 36' (Karlsson), 38' (nick) (Faltsetas), Johnson 52' (Mrabti)                          |                                        | Michael Lerjéus      | 13 442 | Tele2 Arena      | 6        |

## Svenska cupen
| Omgång    | Datum                   | Motståndare    | H/B | Resultat | Målskyttar                                                                            | Varningar     | Domare          | Publik | Arena       |
| --------- | ----------------------- | -------------- | --- | -------- | ------------------------------------------------------------------------------------- | ------------- | --------------- | ------ | ----------- |
| 2         | Onsdag 3 september 2014 | Motala AIF     | B   | 4-0      | Jawo 59' (Mayambela), Faltsetas 68' (Broberg), Andersson 75' (Broberg), Hellquist 90' | Östberg 90'   | Jim Petersson   | 2 068  | Motala IP   |
| Gruppspel | Söndag 22 februari 2015 | Ängelholms FF  | H   | 0-0      |                                                                                       | Radetinac 28' | Per Melin       | 6 517  | Tele2 Arena |
| Gruppspel | Söndag 1 mars 2015      | Norrby IF      | B   | 2-4      | Jawo 17' (nick) (Berntsen), Radetinac 63' (Karlström)                                 |               | Michael Lerjéus | 505    | Borås Arena |
| Gruppspel | Torsdag 5 mars 2015     | IFK Norrköping | H   | 3-1      | Karlström 6', Berntsen 15', Radetinac 27' (Jawo)                                      | Mrabti 90+1'  | Bojan Pandžić   | 2 381  | Tele2 Arena |

| Omgång | Datum                   | Motståndare  | H/B | Resultat | Målskyttar                                                                              | Varningar | Domare        | Publik | Arena       |
| ------ | ----------------------- | ------------ | --- | -------- | --------------------------------------------------------------------------------------- | --------- | ------------- | ------ | ----------- |
| 2      | Torsdag 20 augusti 2015 | Torstorps IF | B   | 5-1      | Andersson (2) 83' (Käck), 86', Karlström 30', Kadewere 37' (nick) (Jawo), Bergström 75' |           | Jim Petersson | 2 528  | Atlaslunden |

## Träningsmatcher
| Datum       | Motståndare       | H/B | Resultat | Målskyttar                                         | Domare               | Publik | Arena                     |
| ----------- | ----------------- | --- | -------- | -------------------------------------------------- | -------------------- | ------ | ------------------------- |
| 20 januari  | UD Las Palmas     | B   | 1-3      | Walker 38'                                         |                      |        | Estadio Gran Canaria      |
| 24 januari  | IFK Norrköping    | B   | 0-0      |                                                    | Markus Strömbergsson | 700    | Nya Parken                |
| 31 januari  | Åtvidabergs FF    | B   | 2-0      | Radetinac 27', Andersson 32'                       |                      |        | Kopparvallen              |
| 8 februari  | HJK Helsingfors   | H   | 3-1      | Arvidsson 15', Walker 67', Keene 77'               |                      | 3 115  | Tele2 Arena               |
| 13 februari | Shanghai SIPG     | H   | 3-1      | Johnson (2) 2', 72', Colley 84'                    |                      |        | Manavgat Atatürk Stadyumu |
| 17 februari | FK Vardar         | H   | 2-1      | Mrabti 23', 78'                                    |                      |        | Side                      |
| 14 mars     | Gefle IF          | H   | 2-0      | Johnson 37', Karlström 87'                         |                      |        | Kaknäs IP                 |
| 21 mars     | IF Brommapojkarna | B   | 3-0      | Johnson (2) 13', 48'                               |                      | 627    | Grimsta IP                |
| 28 mars     | KuPS Koupio       | H   | 2-0      | Radetinac 89' (straff), 90'                        |                      |        | Lidingövallen             |
| 25 juni     | FK Trakai         | H   | 3-2      | Andersson 21' (straff), Faltsetas 56', Broberg 68' | Mohammed Al-Hakim    | 2 600  | Stockholms Stadion        |
| 28 juni     | Kalmar FF         | B   | 0-1      |                                                    | Martin Hansson       |        | Guldfågel Arena           |
| 10 oktober  | Levski Sofia      | B   | 2-2      | Walker 8', Stenman 85'                             |                      |        | Vasil Levski              |

## Statistik

### För spelåret 2015
| Spelare             | Allsvenskan | Allsvenskan | Allsvenskan | Allsvenskan | Svenska cupen | Svenska cupen | Svenska cupen | Svenska cupen | Totalt | Totalt | Totalt | Totalt |
| Spelare             | Ma          | Må          | As          | Po          | Ma            | Må            | As            | Po            | Ma     | Må     | As     | Po     |
| ------------------- | ----------- | ----------- | ----------- | ----------- | ------------- | ------------- | ------------- | ------------- | ------ | ------ | ------ | ------ |
| Nyasha Mushekwi     | 21          | 12          | 4           | 16          | 0             | 0             | 0             | 0             | 21     | 12     | 4      | 16     |
| Sam Johnson         | 29          | 10          | 4           | 14          | 3             | 0             | 0             | 0             | 32     | 10     | 4      | 14     |
| Sebastian Andersson | 22          | 7           | 4           | 11          | 1             | 2             | 0             | 2             | 23     | 9      | 4      | 13     |
| Daniel Berntsen     | 28          | 6           | 4           | 10          | 4             | 1             | 1             | 2             | 32     | 7      | 5      | 12     |
| Kerim Mrabti        | 28          | 4           | 6           | 10          | 4             | 0             | 1             | 1             | 32     | 4      | 7      | 11     |
| Haris Radetinac     | 14          | 0           | 7           | 7           | 3             | 2             | 0             | 2             | 17     | 2      | 7      | 9      |
| Jesper Arvidsson    | 26          | 4           | 2           | 6           | 3             | 0             | 0             | 0             | 29     | 4      | 2      | 6      |
| Jesper Karlström    | 26          | 1           | 2           | 3           | 3             | 2             | 1             | 3             | 29     | 3      | 3      | 6      |
| Kevin Walker        | 23          | 2           | 2           | 4           | 2             | 0             | 0             | 0             | 25     | 2      | 2      | 4      |
| Omar Colley         | 27          | 3           | 0           | 3           | 3             | 0             | 0             | 0             | 30     | 3      | 0      | 3      |
| Emil Bergström      | 29          | 2           | 0           | 2           | 4             | 1             | 0             | 1             | 33     | 3      | 0      | 3      |
| Amadou Jawo         | 11          | 0           | 0           | 0           | 4             | 1             | 2             | 3             | 15     | 1      | 2      | 3      |
| Tim Björkström      | 25          | 0           | 3           | 3           | 2             | 0             | 0             | 0             | 27     | 0      | 3      | 3      |
| Seon-Min Moon       | 10          | 1           | 1           | 2           | 1             | 0             | 0             | 0             | 11     | 1      | 1      | 2      |
| Stefan Karlsson     | 10          | 0           | 2           | 2           | 3             | 0             | 0             | 0             | 13     | 0      | 2      | 2      |
| Elliot Käck         | 19          | 0           | 1           | 1           | 2             | 0             | 1             | 1             | 21     | 0      | 2      | 2      |
| Tino Kadewere       | 5           | 0           | 0           | 0           | 1             | 1             | 0             | 1             | 6      | 1      | 0      | 1      |
| Fredrik Stenman     | 6           | 0           | 1           | 1           | 1             | 0             | 0             | 0             | 7      | 0      | 1      | 1      |
| Alexander Faltsetas | 24          | 0           | 1           | 1           | 4             | 0             | 0             | 0             | 28     | 0      | 1      | 1      |
| Kenneth Høie        | 28          | 0           | 0           | 0           | 2             | 0             | 0             | 0             | 30     | 0      | 0      | 0      |
| Hampus Nilsson      | 2           | 0           | 0           | 0           | 2             | 0             | 0             | 0             | 4      | 0      | 0      | 0      |
| Martin Broberg      | 0           | 0           | 0           | 0           | 1             | 0             | 0             | 0             | 1      | 0      | 0      | 0      |
| Soo Yong-Yoon       | 0           | 0           | 0           | 0           | 1             | 0             | 0             | 0             | 1      | 0      | 0      | 0      |

### Allsvenskan

#### Varningar
1. Kevin Walker, 4
2. Alexander Faltsetas, 4
3. Kerim Mrabti, 3
4. Daniel Berntsen, 3
5. Omar Colley, 3
6. Emil Bergström, 3
7. Nyasha Mushekwi, 2
8. Sam Johnson, 2
9. Haris Radetinac, 2
10. Jesper Arvidsson, 2
11. Tim Björkström, 1
12. Stefan Karlsson, 1
13. Seon-Min Moon, 1
14. Elliot Käck, 1
15. Kenneth Høie, 1
16. Amadou Jawo, 1

### Svenska Cupen

#### Varningar
1. Haris Radetinac, 1
2. Kerim Mrabti, 1

## Truppförändringar efter Allsvenskan 2014 och inför/under säsongen 2015

### Tröjnummerförändringar
| Namn          | Från | Till |
| ------------- | ---- | ---- |
| Seon-Min Moon | 27   | 7    |

### Förlängda kontrakt
| Datum           | Nr | Namn             | Position  | Kommentar                             | Länk   |
| --------------- | -- | ---------------- | --------- | ------------------------------------- | ------ |
| 4 oktober 2014  |    | Anders Johansson | Tränare   | 2-årskontrakt (tom 31 december 2016). | dif.se |
| 4 oktober 2014  | 13 | Emil Bergström   | Back      | 3-årskontrakt (tom 31 december 2017). | dif.se |
| 4 oktober 2014  | 23 | Hampus Nilsson   | Målvakt   | 4-årskontrakt (tom 31 december 2018). | dif.se |
| 28 januari 2015 | 32 | Tim Söderström   | Anfallare | 2-årskontrakt (tom 31 december 2016). | dif.se |
| 30 januari 2015 | 31 | Kevin Deeromram  | Back      | 2-årskontrakt (tom 31 december 2016). | dif.se |

### Förändringar i U21-truppen
- 2015-01-09: Michael Jahn [1]
- 2015-01-13: Filip Tasic, mittfältare, 3-årskontrakt [2]
- 2015-02-18: Besard Sabovic, mittfältare, 3-årskontrakt [3]

### Spelare in
| Datum            | Nr | Namn               | Från                    | Position    | Kommentar                                                                   | Länk                       |
| ---------------- | -- | ------------------ | ----------------------- | ----------- | --------------------------------------------------------------------------- | -------------------------- |
| 11 augusti 2014  | 15 | Omar Colley        | KuPS                    | Back        | Bosman, spelklar from 1 januari 2015, 3-årskontrakt (tom 31 december 2017). | dif.se                     |
| 4 november 2014  | 17 | Tim Björkström     | IF Brommapojkarna       | Back        | 3-årskontrakt (tom 31 december 2017).                                       | dif.se                     |
| 4 november 2014  | 14 | Elliot Käck        | IK Sirius               | Back        | 3-årskontrakt (tom 31 december 2017).                                       | dif.se                     |
| 5 november 2014  | 8  | Kevin Walker       | GIF Sundsvall           | Mittfältare | 3-årskontrakt (tom 31 december 2017).                                       | dif.se                     |
| 17 november 2014 | 25 | Oscar Jonsson      | Djurgårdens IF Juniorer | Målvakt     |                                                                             | fotbolltransfers.com       |
| 25 november 2014 | 10 | Daniel Berntsen    | Rosenborgs BK           | Mittfältare | 3-årskontrakt (tom 31 december 2017).                                       | dif.se                     |
| 5 december 2014  | 20 | Sam Johnson        | IK Frej                 | Anfallare   | 4-årskontrakt (tom 31 december 2018).                                       | dif.se                     |
| 22 januari 2015  | 22 | Jesper Karlström   | IF Brommapojkarna       | Mittfältare | 4-årskontrakt (tom 31 december 2018).                                       | dif.se                     |
| 8 februari 2015  | 18 | Kerim Mrabti       | IK Sirius               | Mittfältare | 4-årskontrakt (tom 31 december 2018).                                       | dif.se                     |
| 8 februari 2015  | 33 | Besard Sabovic     | IF Brommapojkarna       | Mittfältare | 3-årskontrakt (U21) (tom 31 december 2017).                                 | dif.se                     |
| 9 mars 2015      | 19 | Soo Yong-Yoon      | Nike Academy            | Mittfältare | 3-årskontrakt (tom 31 december 2017).                                       | dif.se                     |
| 4 april 2015     | 21 | Nyasha Mushekwi    | Mamelodi Sundowns FC    | Anfallare   | 6-månaderslån.                                                              | dif.se                     |
| 3 juli 2015      | 4  | Jacob Une Larsson  | IF Brommapojkarna       | Back        | Bosman, spelklar from 1 januari 2016, 3-årskontrakt (tom 31 december 2018). | dif.se & brommapojkarna.se |
| 17 juli 2015     | 27 | Seon-Min Moon      | Östersunds FK           | Mittfältare | Avtal säsongen ut med köpoption.                                            | dif.se & ostersundsfk.se   |
| 6 augusti 2015   | 24 | Tinotenda Kadewere | Harare City FC          | Anfallare   | Lån säsongen ut med köpoption.                                              | dif.se                     |
| 27 november 2015 | 7  | Seon-Min Moon      | Östersunds FK           | Mittfältare | 3-årskontrakt (tom 31 december 2018).                                       | dif.se                     |
| 27 november 2015 | 24 | Tinotenda Kadewere | Harare City FC          | Anfallare   | Utnyttjad köpoption, 4-årskontrakt (tom 31 december 2019).                  | dif.se                     |

### Spelare ut
| Datum            | Nr | Namn                      | Till                                          | Position    | Kommentar                                                      | Länk                                   |
| ---------------- | -- | ------------------------- | --------------------------------------------- | ----------- | -------------------------------------------------------------- | -------------------------------------- |
| 9 oktober 2014   | 8  | Andreas Johansson         | Slutar spela fotboll                          | Mittfältare | Kontraktet går ut.                                             | dif.se                                 |
| 9 oktober 2014   | 14 | Mattias Östberg           | Slutar spela fotboll                          | Back        | Kontraktet går ut.                                             | dif.se                                 |
| 13 november 2014 | 10 | Erton Fejzullahu          | Beijing Guoan FC                              | Anfallare   | Köpoptionen utnyttjad. Övergångssumma hemlig.                  | dif.se & dif.se                        |
| 15 november 2014 | 36 | Philip Sparrdal Mantilla  | IFK Mariehamn                                 | Back        | Kontraktet går ut. Skrev på för nya klubben 9 februari.        | dif.se & ifkfotboll.ax                 |
| 17 november 2014 | 30 | Eric Dahlgren             |                                               | Målvakt     | Kontraktet går ut                                              | fotbolltransfers.com                   |
| 28 november 2014 | 20 | Simon Tibbling            | FC Groningen                                  | Mittfältare | Försäljning.                                                   | dif.se                                 |
| 4 december 2014  | 34 | Frej Ersa Engberg         | IK Sirius                                     | Mittfältare | Lånas ut tom 31 december 2015.                                 | dif.se                                 |
| 31 december 2014 | 17 | Xolani Mdaki              | Mamelodi Sundowns                             | Mittfältare | Lånet gick ut.                                                 |                                        |
| 5 januari 2015   | 15 | Mark Mayambela            | Royal Eagles FC                               | Mittfältare | Kontraktet sas upp. Skrev på för nya klubben 19 februari 2015. | fotbolldirekt.com & soccerladuma.co.za |
| 15 januari 2015  | 22 | Philip Hellquist          | SC Wiener Neustadt                            | Mittfältare | Försäljning.                                                   | dif.se                                 |
| 23 januari 2015  | 35 | Christian Rubio Sivodedov | FC Schalke 04                                 | Mittfältare | Försäljning.                                                   | dif.se                                 |
| 28 januari 2015  | 32 | Tim Söderström            | Jönköpings Södra IF                           | Back        | Lånas ut tom 31 december 2015.                                 | dif.se                                 |
| 30 januari 2015  | 31 | Kevin Deeromram           | SV Werder Bremen                              | Back        | Lånas ut tom 31 december 2015 med köpoption.                   | dif.se                                 |
| 2 februari 2015  | 33 | Jakob Glasberg            | IK Frej                                       | Back        | Lånas ut tom 31 december 2015.                                 | dif.se                                 |
| 21 februari 2015 | 19 | Nahir Oyal                | Syrianska FC                                  | Mittfältare | Kontraktet bryts. Skrev på för nya klubben i mars 2015.        | dif.se                                 |
| 9 juli 2015      | 7  | Martin Broberg            | Örebro SK                                     | Mittfältare | Försäljning.                                                   | dif.se & oskfotboll.se                 |
| 24 augusti 2015  | 21 | Nyasha Mushekwi           | Mamelodi Sundowns FC / Dalian Professional FC | Anfallare   | Lånet tog slut. Såldes till nya klubben i december 2015.       | svenskafans.com                        |
| 30 oktober 2015  | 3  | Fredrik Stenman           | IFK Lidingö                                   | Back        | Kontraktet går ut. Skrev på för nya klubben i mars 2016.       | dif.se                                 |
| 30 oktober 2015  | 2  | Jesper Arvidsson          | Vålerenga IF                                  | Back        | Kontraktet går ut. Skrev på för nya klubben i november 2015.   | dif.se, dif.se & vif-fotball.no        |

## Klubben

### Spelartröjor
- Tillverkare: Adidas
- Huvudsponsor: Prioritet Finans, Djurgårdsandan
- Hemmatröja: Blårandig
- Bortatröja, primär: Rödblårandig
- Bortatröja, reserv:
- Spelarnamn: Ja

### Årsmötet
- Datum: Onsdag 4 mars 2015 [4]
- Plats: GIH
- Deltagare: 185
- Årsmötesordförande: Johan Winnerblad

Styrelsen för Djurgårdens IF Fotbollsförening ("DIF FF") och Djurgården Elitfotboll AB ("DEF AB") valdes enligt följande:
- Ordförande (1 år): Lars-Erik Sjöberg
- Styrelseledamöter (omval 2 år): Anders Grönhagen
- Styrelseledamöter (omval 1 år): Gustaf Törngren
- Styrelseledamöter (nyval 2 år): Patrik Nilsson
- Föregående årsmöte (2 år): Ellinor Persson, Johan Lindén, Mikael Pawlo och Claes-Göran Sylvén
- Hedersledamot: Pelle Kotschack

Årets spelare
- Herr: Kenneth Höie
- Dam: Mia Jalkerud

Nytt för verksamhetsåret 2014 var att även årets damspelare utses.
Källa: DIF:s egen rapport från årsmötet

### Övrig information
- Ordförande: Lars-Erik Sjöberg, sedan maj 2013 (varav tillförordnad till och med mars 2014)
- Sportchef: Bosse Andersson
- Huvudarena: Tele2 Arena
- Reservarena: